# Mahella australiensis
Mahella australiensis è una specie di batterio appartenente alla famiglia delle Thermoanaerobacteriaceae.